# Glen Ballard
Pour les articles homonymes, voir Ballard.
Basil Glen Ballard Jr. (né le 1er mai 1953) est un auteur-compositeur, parolier et producteur américain. Il est surtout connu pour avoir coécrit et produit l'album de 1995 d'Alanis Morissette Jagged Little Pill, qui a remporté 2 Grammy Awards pour Meilleur Album Rock et Album de l'Année et a été classé par Rolling Stone comme l'un des 500 Meilleurs Albums de tous les temps. Il est également bien connu pour ses collaborations avec le compositeur Alan Silvestri. Il a participé à l'enregistrement et à l'écriture des albums de Michael Jackson Thriller, Bad et  Dangerous. En tant qu'auteur, il a coécrit des chansons dont "Man in the Mirror" (1987) et "Hand in My Pocket" (1995). Il est le fondateur de Java Records. Il a remporté le Grammy Award de 2006 de la meilleure chanson écrite pour un film, la télévision ou d'autres médias visuels pour "Believe" du film  The Polar Express.
En 2011, Ballard a fondé sa propre société de production connue sous le nom d'Augury, axée sur le développement de projets musicaux pour le cinéma, la télévision et le théâtre. Il a participé au développement de la série télévisée en huit épisodes The Eddy, centrée sur un club de jazz à Paris, diffusée le Netflix en mai 2020.

## Cinéma et télévision
Ballard a écrit le scénario de Clubland, un film sur un musicien en herbe à Los Angeles. Il a écrit des chansons dans une demi-douzaine de films, dont The Slugger's Wife, Navy Seals, The Polar Express, et Batman contre le fantôme masqué.
Ballard a participé au développement de la série télévisée The Eddy, diffusée par Netflix en mai 2020. Ballard a également co-écrit la musique de la série et a été producteur exécutif Il a écrit de nouvelles chansons avec Alan Silvestri pour l'adaptation cinématographique en direct de Disney en 2022 Pinocchio.

## Comédie musicale
Ballard a co-écrit la musique et les paroles de Ghost the Musical avec David A. Stewart et Bruce Joel Rubin, qui a été joué dans le West End de Londres le 19 juillet 2011 ainsi qu'à Broadway au printemps 2012.
Le 31 janvier 2014, il a été annoncé qu'un comédie musicale du film Retour vers le futur était en production. L'émission, qui est co-écrite par les scénaristes originaux Robert Zemeckis et Bob Gale, a été créée à Manchester le 20 février 2020. Ballard fera équipe avec Alan Silvestri pour composer une nouvelle partition, avec l'ajout de chansons originales du film, dont "The Power of Love", "Johnny B. Goode" et "Earth Angel".
En 2019, une comédie musicale basée sur la musique de Jagged Little Pill a ouvert à Broadway après un engagement limité réussi à Cambridge, Massachusetts, Ballard ayant fourni une grande partie des paroles. Le spectacle a duré un mois d'avant-premières et 3 mois de représentations avant la fermeture en raison de la pandémie de COVID-19 ; il a rouvert en octobre 2021 avant de ne fermer officiellement que deux mois plus tard en décembre. Aux Tony Awards reprogrammés pour 2020, le spectacle a recueilli 15 nominations au total, mais n'a remporté que deux prix, en plus de remporter le Grammy Award du meilleur album de comédie musicale. Une production australienne ultérieure, ainsi qu'une tournée américaine ont suivi peu de temps après, ainsi que l'annonce d'un transfert à Londres.

## Discographie
Il a joué ou produit ce qui suit :
- Michael Jackson — Thriller  (1982)
- Pointer Sisters — Break Out (1983)
- Patti Austin — Patti Austin (1984)
- Evelyn King — So Romantic (1984)
- Jack Wagner — All I Need (1984)
- Jack Wagner — Lighting Up the Night (1985)
- Teddy Pendergrass — Workin' It Back (1985)
- Pointer Sisters - Hot Together (1986)
- Michael Jackson — Bad (1987)
- Jack Wagner — Don't Give Up Your Day Job (1987)
- Paula Abdul — Forever Your Girl (1988)
- Jon Butcher — Pictures from the Front (1989)
- Paula Abdul — Shut Up and Dance (1990)
- Wilson Phillips — Wilson Phillips (1990)
- Curtis Stigers — Curtis Stigers  (1991)
- Michael Jackson — Dangerous (1991)
- Wilson Phillips — Shadows and Light (1992)
- Trey Lorenz — Trey Lorenz (1992)
- Jack Wagner — Alone in the Crowd (1993)
- K. T. Oslin — Greatest Hits: Songs from an Aging Sex Bomb (1993)
- Lea Salonga — Lea Salonga (1993)
- Evelyn King — Love Come Down: The Best of Evelyn "Champagne" King (1993)
- Alanis Morissette — Jagged Little Pill (1995)
- Sheena Easton — My Cherie (1995)
- Chynna Phillips — Naked And Sacred (1995)
- Toto — Tambu (1995)
- Curtis Stigers — Time Was (1995)
- Van Halen — Best Of – Volume I ("Me Wise Magic" and "Can't Get This Stuff No More") (1996)
- Aerosmith — Nine Lives (1997)
- The Corrs — Talk on Corners (1997)
- Brendan Lynch — Brendan Lynch (1997)
- Alanis Morissette — Supposed Former Infatuation Junkie (1998)
- Block — Timing Is Everything (1998)
- The Moffatts — Chapter I: A New Beginning (1999)
- Lara Fabian — Lara Fabian (2000)
- No Doubt — Return of Saturn (2000)
- Titan A.E. — Music From The Motion Picture (2000)
- Judith Owen — Limited Edition (2000)
- Bliss 66 — Trip to the 13th (2001)
- Shakira — "The One" (2001)
- Dave Matthews Band — Everyday (2001)
- Crashed..... (2001)
- Lit — Atomic (2001)
- Live — "Forever Might Not Be Long Enough" (2001)
- Shelby Lynne — Love, Shelby (2001)
- Terence Trent D'Arby — Wildcard (2001)
- Sheila Nicholls — Wake (2002)
- Christina Aguilera — Stripped (2002) (co-wrote "The Voice Within")
- Lisa Marie Presley — To Whom It May Concern (2003)
- Anastacia — Anastacia (2004)
- Elisa — Pearl Days (2004)
- Van Halen — The Best Of Both Worlds (2004)
- Fragile System — Atomic Tiger (2004)
- Katy Perry — Unreleased album, reworked into One of the Boys (2004 - Album shelved)
- Alanis Morissette — Jagged Little Pill Acoustic (2005)
- O.A.R. — Stories of a Stranger (2005)
- Hayley Westenra - The New World Soundtrack (2005)
- Goo Goo Dolls — Let Love In (2006)
- P.O.D. — Testify (2006)
- Annie Lennox — Dark Road (2007)
- Carina Round — Slow Motion Addict (2007)
- Emmy Rossum — Inside Out (2007)
- Annie Lennox — Songs of Mass Destruction (2007)
- Anouk — Who's Your Momma (2007)
- A Hero Comes Home (2007)
- Katy Perry — One of the Boys (2008)
- Idina Menzel — I Stand (2008)
- Anna Vissi — Apagorevmeno (2008)
- Miley Cyrus — Hannah Montana: The Movie (2009)
- Wilson Phillips — Christmas in Harmony (2010)
- Stevie Nicks — In Your Dreams (2011) (produced tracks with David A. Stewart)
- Anastacia — It's a Man's World (2012)
- Ringo Starr — Ringo 2012 (2012)
- SNH48 TOP 16 — 那不勒斯的黎明 (Dawn in Naples) (2017)
- Ringo Starr — Give More Love (2017)
- B*Witched — Hold On (2019)

## Récompenses
- 2006 : Grammy Award de la meilleure chanson écrite pour un film, la télévision ou autre média visuel pour Believe (chanson du film The Polar Express) (partagé avec Alan Silvestri).